# Bacio di Tosca

Bacio di Tosca

Bacio di Tosca ist ein deutsches Musikprojekt um die Mezzosopranistin Dörthe Flemming, das Einflüsse aus der Klassik, vor allem des deutschen Kunstliedes, mit modernen elektronischen Dark-Wave-Elementen verbindet. Der Name (übersetzt: Kuss der Tosca) ist von einer Mordszene in der Oper Tosca abgeleitet.
Seit Mai 2012 haben Bacio di Tosca ihr eigenes Online-Videomagazin ins Leben gerufen. Das Magazin dreht sich jeweils um eine Vertonung eines Textes berühmter Dichter und bietet Hintergrundinformationen zum behandelten Dichter der Sendung.
Die Musik von Bacio di Tosca mit Texten alter Dichter wie Eduard Mörike, Heinrich Heine oder Theodor Storm wird vor allem geprägt durch den klassischen Gesang von Dörthe Flemming, die zuvor als Sängerin der Band „Charitona“ aktiv war. Sie selbst bezeichnet ihren Stil als Symphonic Wave.

## Werkvertonungen
- Heinrich Heine: „Mein Süßes Lieb“, „Helena“, „Ich grolle nicht“, „Lehn’ Deine Wang“, „Das Herz ist mir bedrückt“, „Lamentationen“
- Theodor Storm: „Einer Toten“, „Vierzeilen“, „Die Zeit ist hin“
- Joseph von Eichendorff: „Es wandelt was wir schauen“, „Waldesgespräch“, „Die Nonne und der Ritter“,
- Nikolaus Lenau: „Himmelstrauer“, „Der Schmerz“, „O wärst Du mein!“
- Felix Dörmann: „Vergebens“, „Schweigend“
- Hermann Hesse: „Rückgedenken“, „Gestutzte Eiche“
- Alfred Lord Tennyson: „Liebe und Tod“
- Otto Julius Bierbaum: „Ich war einmal“
- Karoline von Günderrode: „Die eine Klage“
- Emanuel Geibel: „Reue“
- Else Lasker-Schüler: „Scheidung“
- Eduard Mörike: „Lebe wohl“
- Friedrich Hebbel: „Weihe der Nacht“
- Friedrich Hölderlin: „Hälfte des Lebens“
- Eduard Mörike: „Verborgenheit“
- Friedrich Theodor Vischer: „Ist mancher so gegangen“

## Diskografie
- Der Tod und das Mädchen (2007)[3]
- … und wenn das Herz auch bricht! (2008)
- Hälfte des Lebens (2010)
- Was ich liebe (2014)